# Bodenwöhr
Bodenwöhr là một đô thị ở huyện Schwandorf bang Bayern, Đức.